# Banbury
Banbury é uma cidade localizada no condado de Oxfordshire, na Inglaterra, Reino Unido.
Tem uma população de 43.867 habitantes (em 2001), e é a maior cidade do distrito de Cherwell.

## Cidades geminadas
- Ermont, França
- Hennef, Alemanha